# Lancair ES

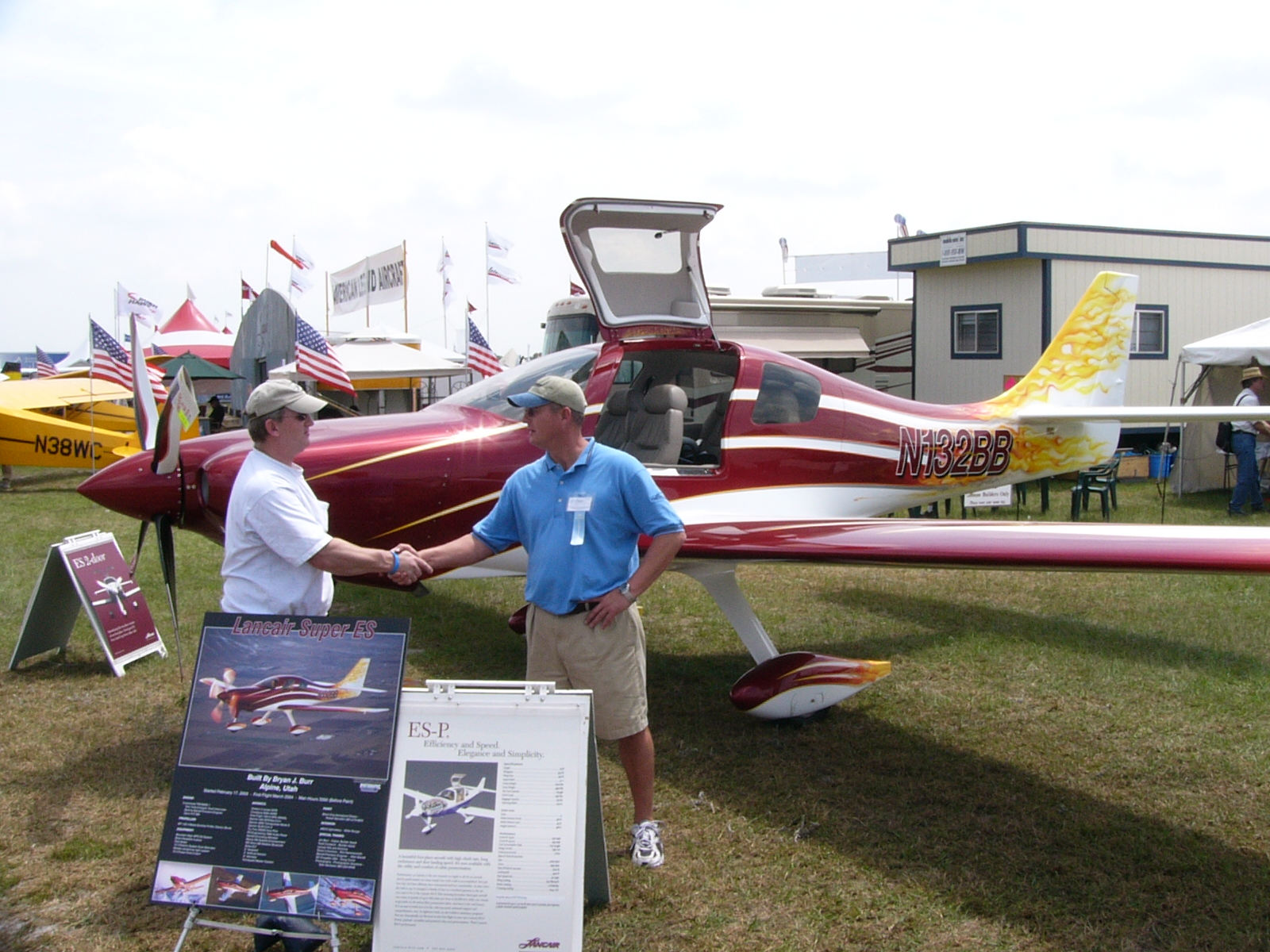
Lancair Super ES en el SUN'n FUN 2006

El Lancair ES es un kit-plane norteamericano para amateurs diseñado y producido por Lancair. Su producción fue cesada en 2012.

## Diseño y desarrollo
Derivado de la configuración del Lancair IV y tras 10 años de investigación para que el Lancair ES logre un alto régimen de ascenso, alta autonomía, baja velocidad de aterrizaje, y alto nivel de confort, todo esto en un diseño muy elegante y aerodinámico. La aeronave cuenta con un ala baja tipo cantilever, una cabina para cuatro personas de 116.8 cm de ancho y 121.9 cm de alto con una puerta sellada que la mantiene aislada de sonidos exteriores, un tren de aterrizaje fijo y un motor de pistón en "configuración de tractor". La aeronave está hecha de materiales compuestos y emplea un perfil aerodinámico McWilliams RXM5-217.
La variante original Lancair ES cuenta con un motor Continental IO-360 de 210 HP, mientras que la variante Lancair Super ES cuenta con un motor Continental IO-550 de 310 HP.

## Especificaciones (Super ES)
Características generales
- Tripulación: 1
- Capacidad de pasajeros: 3
- Longitud: 7.62 m
- Envergadura: 10.82 m
- Superficie alar: 13 m²
- Peso en vacío: 998 kg
- Peso bruto: 1610 kg
- Capacidad de combustible: 400 Litros
- Planta motriz: 1 × Continental IO-550 de 310 HP

Rendimiento
- Velocidad de crucero: 187 kn (346 km/h)
- Velocidad de entrada en pérdida: 61 kn (113 km/h) en configuración de aterrizaje
- Alcance: 1,217 nmi (2,253 km) con reservas a 8,000 ft
- Régimen de ascenso: 2000 ft/min; 10 m/s
- Carga alar: 124 kg/m²

## Galería de fotos

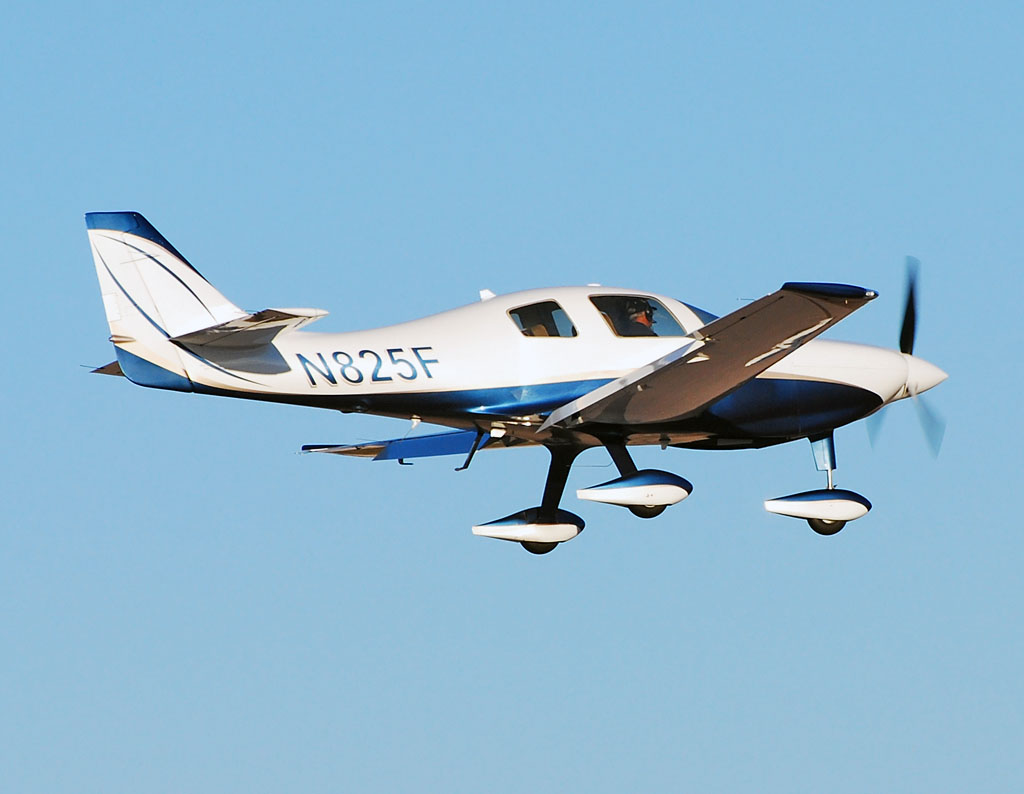
Lancair ES-P (N825F) aterrizando en el Aeropuerto de North Las Vegas.
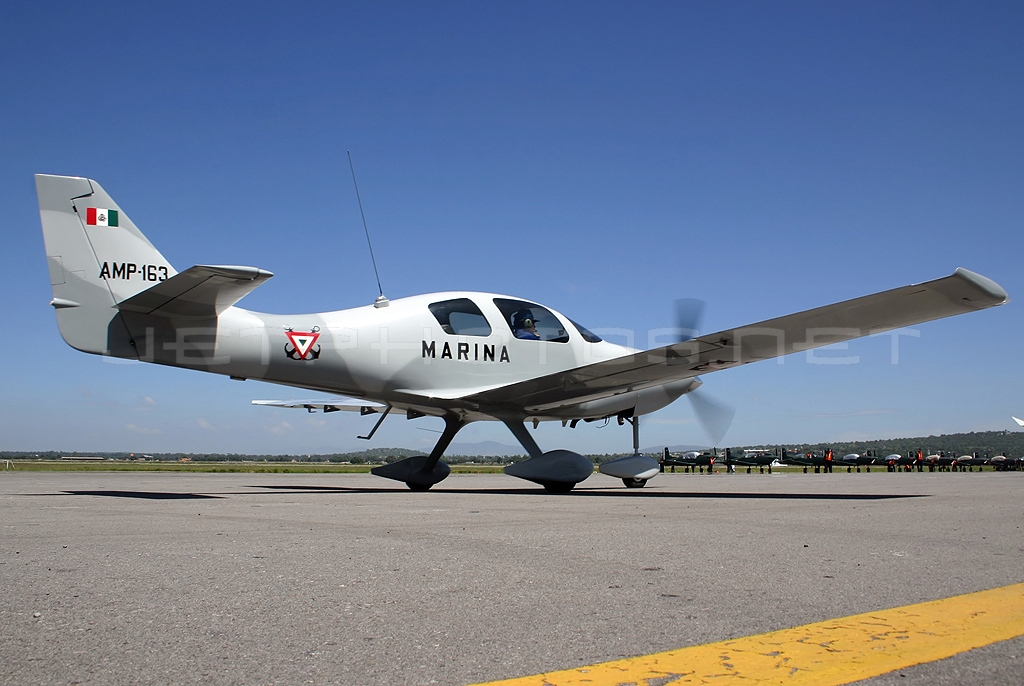
Lancair Super ES de la Aviación Naval Mexicana (AMP-163) en la Base Aérea de Santa Lucía.
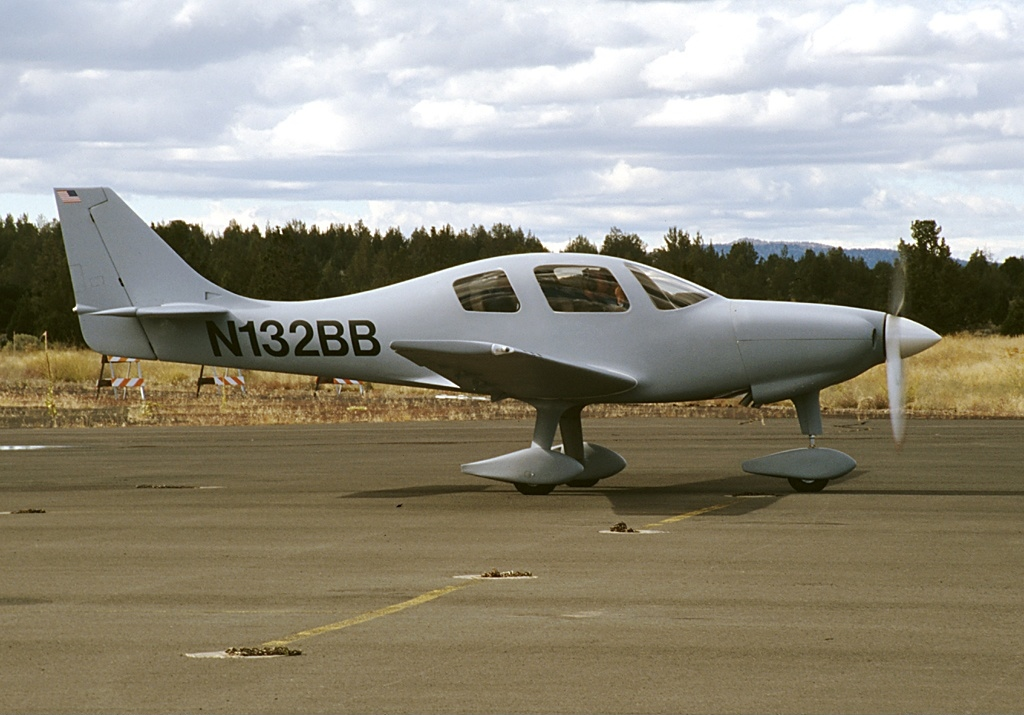
Lancair Super ES (N132BB) en el Aeropuerto de Prineville, Oregón.